# Moschos (schrijver)
Moschos (Syracuse, 2e eeuw v.Chr. - ), in het Latijn Moschus, was een Griekse dichter en grammaticus. 

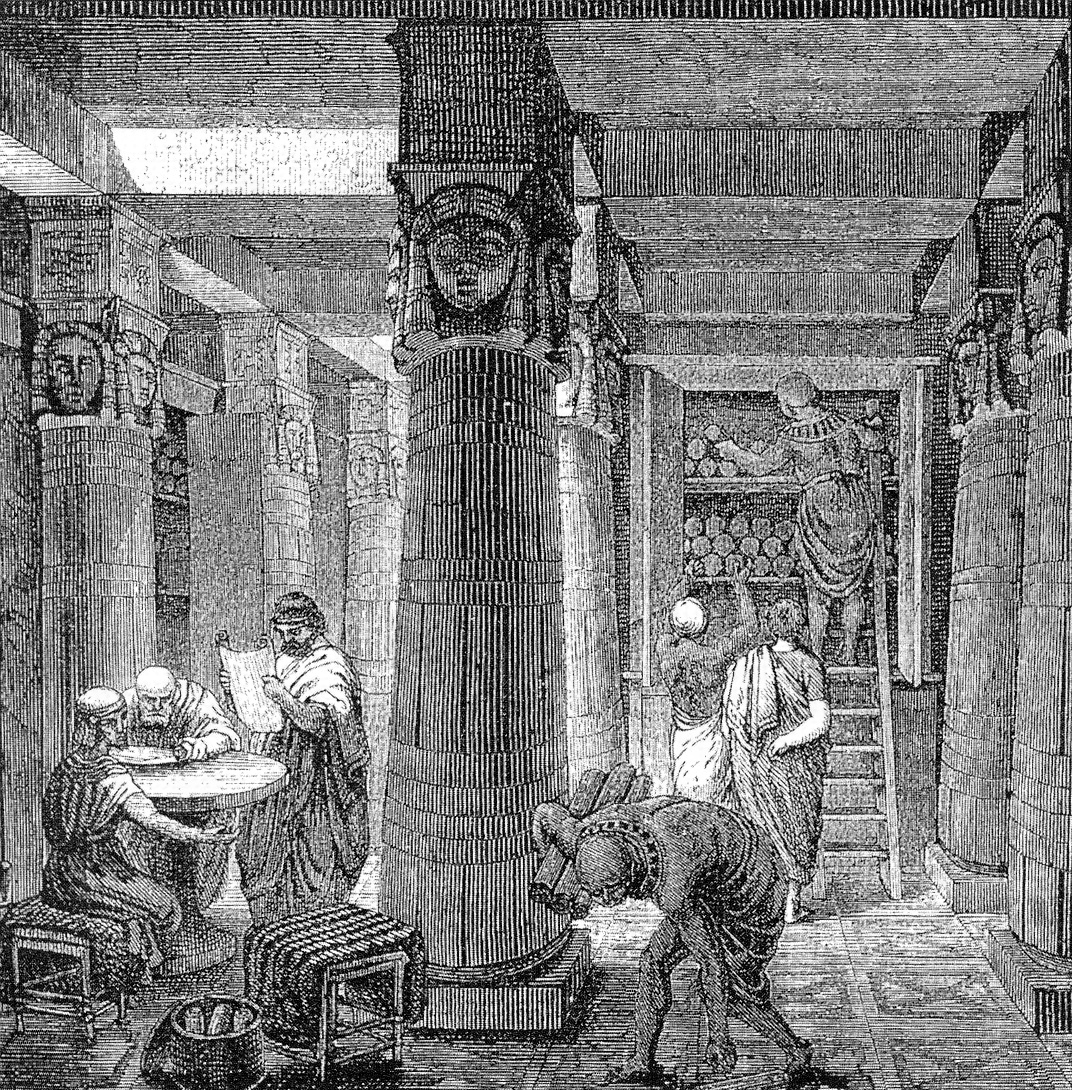
Bibliotheek van Alexandrië in Egypte

Hij was afkomstig van de Griekse kolonie Syracuse op Sicilië. Moschos was waarschijnlijk een leerling van Aristarchus van Samothrace, een van de bibliothecarissen van de Bibliotheek van Alexandrië. Van Moschos’ werk als grammaticus is niets bewaard gebleven.
Met zekerheid wordt aan hem toegeschreven het epyllion Europa. Dit klein epos verhaalt hoe Zeus in de gedaante van een stier Europa ontvoert. 
Drie extracten van zijn dichtwerk Bucolica of Idyllen zijn bekend gebleven, alsook het mythologisch kortverhaal Eros op de vlucht. De Italiaanse dichter Giacomo Leopardi vertaalde de stukken uit Bucolica naar het Italiaans (19e eeuw).

## Nederlandse vertaling
- Paul Claes, "Moschos' Europa" in: Deus ex machina, 2013, nr. 145, p. 14-19